# Paršatatar
Paršatatar, Paršatar,  Baratarna ali Paratarna je bil huritski kralj Mitanija, ki je vladal v 15. stoletju pr. n. št., * ni znano, † ni znano, morda okoli 1420 pr. n. št.
Kralja omenja nekaj zelo redkih primarnih mitanskih virov. Večina podatkov o njegovem kraljestvu izhaja iz asirskih in hetitskih virov. Datume vladanja srednjevzhodnih kraljev je mogoče določiti s primerjavo kronologij Mitanija in drugih držav, predvsem Starega Egipta. Nekaj podatkov je tudi v biografiji Idrimija Alalaškega. Paršašatar je osvojil njegovo kraljestvo in ga imenoval za kralja Alepa in svojega vazala.  Mitani je med njegovo vladavino segal morda do Arraphe na vzhodu, Terke na jugu in Kizzuvatne na zahodu. Paršatatar je bil morda kralj, s katerim se je na vojnem pohodu okoli leta 1493 pr. n. št. na Evfratu srečal egipčanski faraon Tutmoz I.
Paršatatarjeva smrt je omenjena na zapisu iz Nuzija. Po teh podatkih je umrl morda okoli leta 1420 pr. n. št.